# Erro categorial
Um erro categorial ou erro de categoria é um erro semântico ou ontológico, no qual coisas pertencentes  uma categoria particular são apresentadas como se pertencessem a uma categoria diferente ou, alternativamente, uma propriedade é atribuída a uma coisa que  não poderia ter tal propriedade.  Um exemplo é a metáfora "o tempo se arrasta", que, se assumida literalmente, não é  apenas falsa mas também é um erro de categoria. Para demonstrar que um erro categorial foi cometido, deve-se mostrar que, se o fenômeno em questão é entendido de maneira correta,  a afirmação feita a respeito desse fenômeno não pode  ser verdadeira.[carece de fontes?]
A expressão "erro categorial" foi introduzida por  Gilbert Ryle,  em seu livro  The Concept of Mind (1949),  para resolver o que ele dizia ser uma confusão sobre a natureza da mente - confusão que, segundo ele,  surgira com a metafísica cartesiana . Para Ryle, era um erro tratar a mente como um objeto feito de uma substância imaterial. A expressão "erro categorial" encontra-se no primeiro capítulo do livro. Ele explica através  de exemplos, como o do visitante em Oxford.  Depois de ver as faculdades, as bibliotecas e os prédios administrativos da universidade, ele pergunta: "Mas onde está a Universidade?" O erro do visitante é presumir que a Universidade é parte da categoria "edificações" ou algo semelhante, e não da categoria "instituições", que é muito mais abstrata e complexa do que conjuntos de edifícios , pessoas, procedimentos e assim por diante.
Ryle vai mais adiante afirmando que o dualismo cartesiano corpo e alma repousa em um erro categorial. Na filosofia da mente, o argumento do erro categorial de Ryle pode ser usado na defesa do  materialismo eliminativo. Usando esse argumento, pode-se atacar a  existência de uma mente separada, distinta do corpo.   O argumento conclui que as mentes não são conscientes mas  um predicado coletivo para um conjunto de comportamentos observáveis e disposições não observáveis.